# Copa Aerosur 2006
La Copa Aerosur de 2006 fue la 4ª versión del torneo amistoso de carácter anual que organizaba esta línea aérea boliviana. Se jugó en tres ciudades, La Paz, Cochabamba y Santa Cruz de la Sierra con la participación de 6 de los equipos denominados "grandes" de la Liga Boliviana. 

## Equipos participantes
| Equipo            | Departamento |
| ----------------- | ------------ |
| Club Bolívar      | La Paz       |
| The Strongest     | La Paz       |
| Aurora            | Cochabamba   |
| Wilstermann       | Cochabamba   |
| Blooming          | Santa Cruz   |
| Oriente Petrolero | Santa Cruz   |

## Primera Fase
En esta fase los clásicos rivales de cada ciudad juegan dos partidos (ida y vuelta) entre sí y clasifican a las semifinales los tres ganadores y el mejor perdedor . En caso de empate en puntos no se toma en cuenta la diferencia de gol, sino que se define por penales al vencedor de la llave.
| 16 de enero de 2006 | Oriente Petrolero | 0:1' | Blooming                | Estadio Ramón Tahuichi Aguilera, Santa Cruz                          |                                                                      |
|                     |                   |      | 33' ST Raymundo Barboza | Asistencia: 28.000 aprox. espectadores Árbitro(s): Joaquín Antequera | Asistencia: 28.000 aprox. espectadores Árbitro(s): Joaquín Antequera |

| 19 de enero de 2006 | Blooming                                           | 2:1' | Oriente Petrolero       | Estadio Ramón Tahuichi Aguilera, Santa Cruz                          |                                                                      |
|                     | Lisandro Sacripanti 20' PT Gualberto Mojica 45' ST |      | 7' PT Martín Palavicini | Asistencia: 12.000 aprox. espectadores Árbitro(s): Joaquín Antequera | Asistencia: 12.000 aprox. espectadores Árbitro(s): Joaquín Antequera |

| 18 de enero de 2006 | The Strongest | 0:0' | Club Bolívar | Estadio Hernando Siles, La Paz                                   |  |
|                     |               |      |              | Asistencia: 20.000 aprox. espectadores Árbitro(s): Pedro Saucedo |  |

| 21 de enero de 2006 | Club Bolívar                                                                                    | 5:1' | The Strongest                 | Estadio Hernando Siles, La Paz asistencia = 7.909 |                           |
|                     | Richard Estigarribia 35' PT Carmelo Angulo 6' ST Martín Menacho 10' ST Roberto Galindo 45+2' ST |      | 34' ST Adrián Cuéllar Paredes | Árbitro(s): Ever Aguilera                         | Árbitro(s): Ever Aguilera |

| 18 de enero de 2006 | Club Jorge Wilstermann | 1:0' | Club Aurora | Estadio Félix Capriles, Cochabamba                             |                                                                |
|                     | Zé Carlos Gomes 12' PT |      |             | Asistencia: 18.000 aprox. espectadores Árbitro(s): Iván Gamboa | Asistencia: 18.000 aprox. espectadores Árbitro(s): Iván Gamboa |

| 21 de enero de 2006 | Club Aurora                                         | 2:3' | Club Jorge Wilstermann                        | Estadio Félix Capriles, Cochabamba asistencia = 24.000 |                         |
|                     | Oliver Fernández 38' PT Rubén Alejandro Díaz 44' ST |      | 24' PT Iván Álvarez 1' ST ,5' ST Luis Sillero | Árbitro(s): Iván Gamboa                                | Árbitro(s): Iván Gamboa |

## Semifinales
| 25 de enero de 2006 | The Strongest                | 2:1' | Wilstermann                   | Estadio Hernando Siles, La Paz                            |                                                           |
|                     | Diego Cabrera 19' PT, 36' ST |      | 25' PT Julio César Baldivieso | Asistencia: 5.000 espectadores Árbitro(s): Marcelo Ortubé | Asistencia: 5.000 espectadores Árbitro(s): Marcelo Ortubé |

| 29 de enero de 2006 | Wilstermann | 0:0' | The Strongest | Estadio Félix Capriles, Cochabamba                         |  |
|                     |             |      |               | Asistencia: 15.000 espectadores Árbitro(s): Marcelo Ortubé |  |

| 26 de enero de 2006 | Club Bolívar                                                                   | 3:1' | Blooming                   | Estadio Hernando Siles, La Paz                            |                                                           |
|                     | Martín Menacho 14' PT Óscar Carmelo Sánchez 22' PT Richard Estigarribia 29' ST |      | 15' PT Lisandro Sacripanti | Asistencia: 15.000 espectadores Árbitro(s): Ever Aguilera | Asistencia: 15.000 espectadores Árbitro(s): Ever Aguilera |

| 29 de enero de 2006 | Blooming                                                                        | 4:0(3-1)(*) | Club Bolívar | Estadio Ramón Tahuichi Aguilera, Santa Cruz de la Sierra  |                                                           |
|                     | Joselito Vaca 45+2' PT Lisandro Sacripanti 12' ST Dimas da Silva 16' ST, 28' ST |             |              | Asistencia: 20.000 espectadores Árbitro(s): Ever Aguilera | Asistencia: 20.000 espectadores Árbitro(s): Ever Aguilera |

(*) Blooming ganó 3-1 en la definición por penales

## Finales
| 1 de febrero de 2006 | Blooming              | 1:0' | The Strongest | Estadio Ramón Tahuichi Aguilera, Santa Cruz de la Sierra    |                                                             |
|                      | Dimas da Silva 44' PT |      |               | Asistencia: 25.000 espectadores Árbitro(s): Hebert Aguilera | Asistencia: 25.000 espectadores Árbitro(s): Hebert Aguilera |

| 5 de febrero de 2006 | The Strongest       | 1:5' | Blooming                                                                                               | Estadio Hernando Siles, La Paz                        |                                                       |
|                      | Roger Suárez 22' PT |      | 1' PT Lisandro Sacripanti 7' PT ,14' ST Dimas da Silva 21' PT Raúl Justiniano 37' ST Ricardo Verduguez | Asistencia: 5.000 espectadores Árbitro(s): Edson Ríos | Asistencia: 5.000 espectadores Árbitro(s): Edson Ríos |

| Campeón 2006 Blooming Primer Título |